# Ернст Толер
Ернст Толер (на немски: Ernst Toller) е немски политически деец от еврейски произход с революционни възгледи. Поет, драматург, революционер, антифашист, оглавил Баварската съветска република, той е една от най-ярките фигури на експресионизма.

## Биография
Произхожда от полско еврейско семейство на търговци. Избухването на Първата световна война го заварва във Франция, където учи в Гренобълския университет. Заема антивоенни (пацифистки) позиции по време на войната, за което е обвинен в предателство и изпратен във военен затвор, като за малко се лекува в психиатрична клиника.
След излизането си от затвора през 1918 г. заминава за Мюнхен, където осъществява връзка с Курт Айзнер за организирането на работническо-войнишките бунтове по време на т.нар. Ноемврийската революция. След убийството на Айзнер, въпреки 24-годишната си възраст, заедно с поета-философ Ерих Мюзам, анархиста Густав Ландауер и руския поданик Евгений Левин обявява създаването на Баварска съветска република. По това време в Берлин е разбито Спартакисткото въстание ръководено от Карл Либкнехт и Роза Люксембург. Ръководителите на въстанието са разстреляни, а Берлин не признава съветската република и изпраща войски в Бавария. След тежки и кръвопролитни боеве в рамките на месец въстанието е потушено, и Ернст Толер предвид безнадеждното положение на въстаниците предлага встъпването в преговори с правителството за капитулация, но предвид отказа на въстаниците от такава стъпка той отстъпва командването и встъпва в редиците на червеноармейците като обикновен войник на Червената армия.
След потушаването на въстанието се укрива, за което помага приятелят му Райнер Мария Рилке, но е открит и изпратен за 5 години в затвора.
През 1925 г. излиза на свобода, но не остава доволен от Ваймарска Германия. През 1926 и 1934 посещава Съветския съюз, а през 1930 осъществява пътуване и до Америка, Индия, Палестина. Очарован от съветския строй той посещава на страната на победилия социализъм и бъдещ комунизъм книгата си „Отвътре и отвън“.
След пожара в Райхстага берлинският му апартамент е обискиран от Гестапо, но Толер предвидливо е заминал предварително за Швейцария; въпреки това в ръцете на тайната полиция попада личният му архив. От Швейцария през Франция се прехвърля в Съединените щати, където продължава антифашистките си творчески изяви, включително пишейки сценарии за „Метро Голдуин Майер“. Подкрепя републиканците в гражданската война в Испания, като се опитва да спечели за каузата им конгресмени и президента Франклин Рузвелт.
Постепенно изпада в депресия, тъй като братът и сестрата на Толер попадат в концентрационен лагер в Германия, а Франсиско Франко триумфира в Испания, поради и което решава да се обеси в хотелската си стая в „Мейфлауър“ в Ню Йорк.
В памет на писателя през 1993 г. е учредена литературната награда „Ернст Толер“.

## Творчество
- Die Wandlung, драма, 1919
- Masse Mensch драма, 1920, първи вариант – октомври 1919, (online в Projekt Gutenberg-DE)
- Die Maschinenstürmer, драма, 1922
- Hinkemann, трагедия, 1923
- Der entfesselte Wotan, комедия, 1923
- Das Schwalbenbuch, Neue durchges. Auflage. Gustav Kiepenheuer, Weimar 1924
- Hoppla, wir leben!, драма, 1927 (online в Projekt Gutenberg-DE)
- Justiz. Erlebnisse, 1927
- Quer Durch, 1930
- Feuer aus den Kesseln, 1930 (online в Projekt Gutenberg-DE)
- Die blinde Göttin, 1933
- Eine Jugend in Deutschland, автобиография, Querido, Amsterdam 1933. (online в Projekt Gutenberg-DE)
- Nie wieder Friede (No more Peace), комедия, 1934
- Briefe aus dem Gefängnis, 1935
- Pastor Hall, драма, 1939